# Fulica caribaea
Fulica caribaea là một loài chim trong họ Rallidae.